# Onomasiologie
L'onomasiologie fait partie de la lexicologie. Elle part d'un concept (une idée) et étudie ses désignations (mots). L'approche inverse est la sémasiologie. Quelques-uns ne considèrent pas l'onomasiologie comme restreinte aux mots, mais y incluent la grammaire et la pragmatique.

## Page liée
- Onomasiology Online (revue et bibliographies; editeurs: Joachim Grzega, Alfred Bammesberger, Marion Schöner)
- matériaux pour de classes universitaires (anglais et langues en général): English and General Historical Lexicology (par Joachim Grzega et Marion Schöner)